# 6 Геба
6 Ге́ба — великий астероїд головного поясу, що містить близько 0,5 % маси всього поясу астероїдів. Однак через свою високу густину (більшу, ніж у Місяця чи навіть Марса), Геба не входить до двадцятки найбільших астероїдів за об'ємом. Така висока густина свідчить про цільне тіло, яке не зазнало зіткнень, що не характерно для астероїдів такого розміру — вони, як правило, являють собою нещільно зв'язані купи уламків.
За яскравістю Геба є п'ятим об'єктом у поясі астероїдів після Вести, Церери, Іриди та Паллади. Вона має середню зоряну величину в опозиції +8,3, що приблизно дорівнює середній яскравості Титана. Якщо ж опозиція трапляється поблизу перигелію, то зоряна величина може досягати +7,5.
Геба може бути батьківським тілом H-хондритових метеоритів, на які припадає близько 40 % усіх метеоритів, що падають на Землю.

## Історія
Гебу відкрив Карл Людвиг Генке 1 липня 1847 року. Вона стала шостим об'єктом у поясі астероїдів. Це було друге й останнє відкриття Генке після 5 Астреї. Астероїд назвали на честь богині молодості Геби. Назву запропонував Карл Фрідріх Гаусс на прохання Генке. Символом астероїда Гаусс обрав чарку.

## Можливий зв'язок з H-хондритами
Раніше Геба вважалась ймовірним батьківським тілом H-хондритових метеоритів і залізних метеоритів IIE. Це означало б, що з Геби походить приблизно 40 % усіх метеоритів, що падають на Землю. Докази цього зв'язку включають наступне:
- Спектр Геби відповідає суміші 60 % H-хондриту та 40 % залізного метеоритного матеріалу IIE.
- Метеорити типу IIE є незвичайними серед залізних метеоритів і, ймовірно, утворилися внаслідок ударного розплаву, а не як фрагменти ядра диференційованого астероїда.
- Залізні метеорити IIE та Н-хондрити, імовірно, походять від одного батьківського тіла через схоже співвідношення мікроелементів і ізотопів кисню.
- Астероїди зі спектром, подібним до звичайних хондритів (на які припадає 85 % усіх метеоритів, включаючи Н-хондрити), надзвичайно рідкісні.
- Геба має надзвичайно зручні умови для доставки уламків на Землю. Уламки, викинуті навіть із відносно малими швидкостями (~280 м/с) можуть увійти в хаотичні області люку Кірквуда 3:1 на 2,50 а. о. і сусіднього вікового резонансу[en] {\displaystyle \nu _{6}\,\!}, який визначає край високого нахилу поясу астероїдів під кутом нахилу близько 16°.
- Геба є найбільшою з астероїдів на такій зручній для викидання уламків орбіті.
- Аналіз імовірних джерел земних метеоритів ставить Гебу на вершину списку[7] через її розташування та відносно великий розмір[8].

Однак спостереження, проведені на Дуже великому телескопі у 2017 році, показали, що спричинені зіткненнями кратери на Гебі становлять лише 20 % від необхідного об'єму сімейства Н-хондритових астероїдів. Це означає, що Геба не може бути основним джерелом Н-хондритових метеоритів.

## Фізичні характеристики

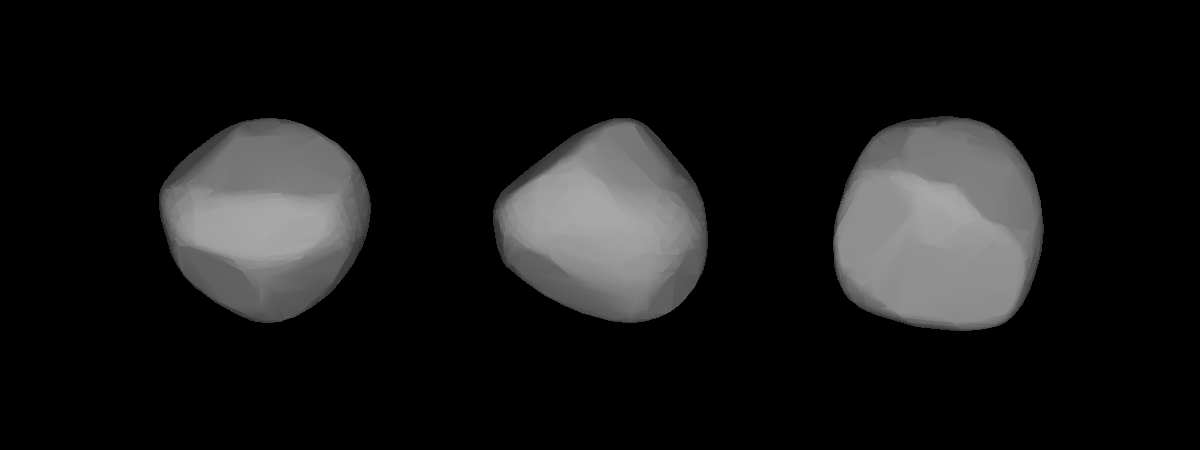
Форма Геби, отримана з кривої блиску

Аналіз кривої блиску показує, що Геба має досить кутасту форму, що може бути пов'язано з кількома великими ударними кратерами. Геба обертається в прямому напрямку, північний полюс вказує на екліптичні координати (β, λ) = (45°, 339°) з невизначеністю 10°. Це дає осьовий нахил близько 42°.
Геба має яскраву поверхню і, коли її ідентифікують як батьківське тіло H-хондритів, то її поверхню розглядають як суміш силікатних хондритових порід зі шматками заліза та нікелю. Ймовірний сценарій утворення металу на поверхні може бути таким:
1. Великі удари спричинили локальне плавлення багатої залізом поверхні Н-хондриту. Метали важчі за камінь, тому вони осідали на дно магматичного озера, утворюючи металевий шар, вкритий відносно неглибоким шаром силікатів.
2. Пізніші удари розбили та перемішали ці шари.
3. Невеликі часті удари здебільшого подрібнювали крихкіші скелясті уламки, що призводило до збільшення концентрації металевих фрагментів на поверхні, так що тепер вони вкривають ~40 % поверхні.

5 березня 1977 року Геба покрила γ Кита, яскраву зорю 3-ї величини. Між 1977 і 2021 роками спостерігали 14 покриттів зір Гебою.
За результатами спостереження покриття зорі 1977 року Пол Малей повідомив про відкриття маленького супутника Геби. Його прозвали «Джеба», що разом з Гебою звучало аналогічно до англійської фрази heebie-jeebies, що означає відчуття страху або огиди. Це було перше сучасне припущення, що астероїди мають супутники. Лише через 17 років було офіційно виявлено перший супутник астероїда (Дактиль, супутник 243 Іди). А відкриття супутника Геби так ніколи й не було підтверджено.